# Twierdza Mehrangarh
Twierdza Mehrangarh (hindi मेहरानगढ़), jeden z największych fortów w Indiach położony na wzgórzu nad miastem Dżodhpur. Założony w 1459 przez Rao Dźodha Singha, wodza klanu Rathore. Po wybudowaniu fortu przeniósł stolicę swego królestwa do Dźodhpur założonego poniżej nowo wybudowanej twierdzy. Twierdza była rozbudowana przez jego następców, szczególnie intensywnie od połowy XVII do połowy XIX wieku. Aktualnie apartamenty królewskie stanowią muzeum.

## Historia
- 1459 - rozpoczęcie budowy fortu przez Rao Dźodha z dynastii Rathore[1];
- 1707 - maharadża Adźit Singh buduje Pałac Zwycięstwa (Fateh Mahal);
- 1974 - władze Indii otwierają Muzeum Twierdzy Mehrangarh.

## Zabytki i miejsca warte zobaczenia
- Moti Mahal - sala prywatnych audiencji zbudowana w latach 1581–1595. Charakteryzuje się połyskującymi ścianami pokrytymi tynkiem z dodatkiem mielonych muszli. Sufit natomiast jest wykonany ze zwierciadeł i płatków złota.
- Phul Mahal - uznawana za najwspanialszą salę pałacu, w której odbywały się królewskie ceremonie. Zbudowana w okresie od 1730–1750.
- Szringar Ćowk - kunsztownie wykonany z białego marmuru koronacyjny tron władców Dżodhpuru.
- Dźanki Mahal - długa galeria wyróżniająca się kamiennymi, ażurowymi przesłonami
- Sileh Chana - kolekcja uzbrojenia obejmująca między innymi sztylety mogolskie wykonane ze stali damasceńskiej, wysadzane klejnotami tarcze czy też bogato zdobione zbroje dla słoni bojowych
- mury obronne wzmocnione wieloma bastionami, wykute częściowo w macierzystej skale wzgórza o grubości do 24 metrów i wysokości do 40 metrów. Na koronie murów umieszczone są zabytkowe działa.